# John Angus (football, 1938)
Pour les articles homonymes, voir Angus.
John Angus, né le 2 septembre 1938 à Amble et mort le 8 juin 2021, est un footballeur anglais. Il effectue toute sa carrière avec le Burnley Football Club avec lequel il remporte un championnat d'Angleterre en 1960 et le Charity Shield la même année. Il est également sélectionné en équipe d'Angleterre l'année suivante.

## Biographie
Le jour de ses 17 ans, John Angus signe un contrat professionnel le club de Burnley en septembre 1955. Un an plus tard, il joue son premier match avec l'équipe première contre Everton. Au fil des rencontres, il s'impose en défense et devient titulaire indiscutable en 1958.
Lors du championnat d'Angleterre 1959-1960, Angus est un élément-clé du sacre de Burnley en fin de saison, un point devant les Wolverhampton Wanderers ; il participe à 41 des 42 rencontres de Burnley lors de la First Division. Burnley et Wolverhampton partagent par la suite le Charity Shield 1960 puisque les clubs n'ont pas su se départager (2-2).
Avec ce titre de champion, John Angus participe à la Coupe des clubs champions européens 1960-1961 dans laquelle il joue les quatre matchs de Burnley (contre le Stade de Reims et le Hambourg SV). C'est lors de cette saison qu'il connaît son unique sélection en équipe d'Angleterre. Angus joue la totalité de la rencontre contre l'Autriche mais ne peut empêcher la défaite anglaise en amical (3-1).
La saison suivante, la saison 1961-1962, Burnley termine vice-champion d'Angleterre derrière Ipswich Town et finaliste de la FA Cup contre Tottenham. John Angus participe pleinement à ces performances en jouant 46 rencontres lors de cette saison.
Angus marque ses deux premiers buts des quatre buts de sa carrière en 1964, un doublé contre Arsenal à Highbury (défaite trois buts à deux). Ses deux autres buts de sa carrière sont inscrits en 1966, à domicile contre Fulham (l'unique but de cette rencontre) et Chelsea (l'ouverture du score du match que Chelsea remporte finalement deux buts à un). Finalement, il aura joué 437 rencontres en première division avec les Clarets mais il ne pourra pas empêcher la relégation de Burnley lors du championnat 1970-1971 en Second Division.
Sans savoir, John Angus joue son dernier match sa carrière contre Luton Town en août 1971. Blessé mais pensant revenir, il abandonne finalement et annonce sa retraite à la fin de la saison.

## Statistiques
| Saison    | Club    | Championnat     | Championnat | Championnat | Coupe nationale | Coupe nationale | Coupe de la Ligue | Coupe de la Ligue | Supercoupe | Supercoupe | Compétition(s) continentale(s) | Compétition(s) continentale(s) | Compétition(s) continentale(s) | Angleterre | Angleterre | Total | Total |
| Saison    | Club    | Division        | M.          | B.          | M.              | B.              | M.                | B.                | M.         | B.         | Comp.                          | M.                             | B.                             | M.         | B.         | M.    | B.    |
| 1955-1956 | Burnley | First Division  | -           | -           | -               | -               | -                 | -                 | -          | -          | -                              | -                              | -                              | -          | -          | 0     | 0     |
| 1956-1957 | Burnley | First Division  | 23          | -           | 5               | -               | -                 | -                 | -          | -          | -                              | -                              | -                              | -          | -          | 28    | 0     |
| 1957-1958 | Burnley | First Division  | 12          | -           | -               | -               | -                 | -                 | -          | -          | -                              | -                              | -                              | -          | -          | 12    | 0     |
| 1958-1959 | Burnley | First Division  | 23          | -           | 3               | -               | -                 | -                 | -          | -          | -                              | -                              | -                              | -          | -          | 26    | 0     |
| 1959-1960 | Burnley | First Division  | 41          | -           | 8               | -               | -                 | -                 | -          | -          | -                              | -                              | -                              | -          | -          | 49    | 0     |
| 1960-1961 | Burnley | First Division  | 39          | -           | 7               | -               | 6                 | -                 | 1          | -          | C1                             | 4                              | -                              | 1          | -          | 58    | 0     |
| 1961-1962 | Burnley | First Division  | 38          | -           | 8               | -               | -                 | -                 | -          | -          | -                              | -                              | -                              | -          | -          | 46    | 0     |
| 1962-1963 | Burnley | First Division  | 42          | -           | 3               | -               | -                 | -                 | -          | -          | -                              | -                              | -                              | -          | -          | 45    | 0     |
| 1963-1964 | Burnley | First Division  | 42          | -           | 3               | -               | -                 | -                 | -          | -          | -                              | -                              | -                              | -          | -          | 45    | 0     |
| 1964-1965 | Burnley | First Division  | 22          | 2           | -               | -               | -                 | -                 | -          | -          | -                              | -                              | -                              | -          | -          | 22    | 2     |
| 1965-1966 | Burnley | First Division  | 39          | 2           | 3               | -               | 5                 | -                 | -          | -          | -                              | -                              | -                              | -          | -          | 47    | 2     |
| 1966-1967 | Burnley | First Division  | 26          | -           | -               | -               | 1                 | -                 | -          | -          | -                              | -                              | -                              | -          | -          | 33    | 0     |
| 1967-1968 | Burnley | First Division  | 25          | -           | -               | -               | 5                 | -                 | -          | -          | -                              | -                              | -                              | -          | -          | 30    | 0     |
| 1968-1969 | Burnley | First Division  | 7           | -           | -               | -               | 2                 | -                 | -          | -          | -                              | -                              | -                              | -          | -          | 9     | 0     |
| 1969-1970 | Burnley | First Division  | 29          | -           | 2               | -               | 5                 | -                 | -          | -          | -                              | -                              | -                              | -          | -          | 36    | 0     |
| 1970-1971 | Burnley | First Division  | 36          | -           | 1               | -               | 1                 | -                 | -          | -          | -                              | -                              | -                              | -          | -          | 39    | 0     |
| 1971-1972 | Burnley | Second Division | 2           | -           | -               | -               | -                 | -                 | -          | -          | -                              | -                              | -                              | -          | -          | 2     | 0     |

## Palmarès
- Champion d'Angleterre en 1960 avec Burnley
- Vainqueur du Charity Shield 1960 avec Burnley
- Finaliste de la Coupe d'Angleterre en 1962 avec Burnley
- Vice-champion d'Angleterre en 1962 avec Burnley